# Niemetale
| Grupa → | 13 IIIA | 14 IVA | 15 VA  | 16 VIA | 17 VIIA | 18 VIIIA |
| ↓ Okres |         |        |        |        |         |          |
| ------- | ------- | ------ | ------ | ------ | ------- | -------- |
| 1       |         |        |        |        |         | 2 He     |
| 2       | 5 B     | 6 C    | 7 N    | 8 O    | 9 F     | 10 Ne    |
| 3       | 13 Al   | 14 Si  | 15 P   | 16 S   | 17 Cl   | 18 Ar    |
| 4       | 31 Ga   | 32 Ge  | 33 As  | 34 Se  | 35 Br   | 36 Kr    |
| 5       | 49 In   | 50 Sn  | 51 Sb  | 52 Te  | 53 I    | 54 Xe    |
| 6       | 81 Tl   | 82 Pb  | 83 Bi  | 84 Po  | 85 At   | 86 Rn    |
| 7       | 113 Nh  | 114 Fl | 115 Mc | 116 Lv | 117 Ts  | 118 Og   |

Niemetale – pierwiastki chemiczne niewykazujące właściwości metalicznych. Inaczej niż w przypadku metali, nie można podać jednoznacznych cech wszystkich niemetali, gdyż są one bardzo zróżnicowane.
Pierwiastków niemetalicznych jest znacznie mniej (według obecnych kryteriów 18) niż metalicznych. W układzie okresowym pierwiastków chemicznych niemetale występują w następujących grupach:
- wodór (H) w grupie 1
- węgiel (C) w grupie 14
- azot (N), fosfor (P) w grupie 15
- tlen (O), siarka (S) i selen (Se) w grupie 16
- 5 pierwiastków grupy 17, czyli fluorowce
- 6 pierwiastków grupy 18, czyli gazy szlachetne.

Cechują się na ogół następującymi właściwościami:
- są izolatorami – mają słabe przewodnictwo elektryczne i przewodność cieplną w porównaniu z metalami
- mają wysoką elektroujemność
- ich tlenki mają charakter kwasowy (nie dotyczy gazów szlachetnych)
- mają zwykle niższe temperatury topnienia i wrzenia niż metale o zbliżonych masach atomowych; wiele z nich jest w temperaturze pokojowej gazami, a jeden (brom) cieczą.